# Iran aux Jeux olympiques d'hiver de 2010
Cet article contient des informations sur la participation et les résultats de l'Iran aux Jeux olympiques d'hiver de 2010 à Vancouver au Canada.

## Délégation
La délégation iranienne comprend 4 athlètes : Hossein Saveh Shemshaki, Pouria Saveh Shemshaki et Marjan Kalhor qui prennent part aux salom et salom géant ; avec Sattar Seyd qui dispute au 15 km libre. Marjan Kalhor est la seule sportive de cette délégation ainsi que la première iranienne à participer aux JO d'hiver.
Le tableau suivant montre le nombre d'athlètes iraniens dans chaque discipline :
| Sport       | Hommes | Femmes | Total |
| ----------- | ------ | ------ | ----- |
| Ski alpin   | 2      | 1      | 3     |
| Ski de fond | 1      | 0      | 1     |
| Total       | 3      | 1      | 4     |

## Cérémonies d'ouverture et de clôture

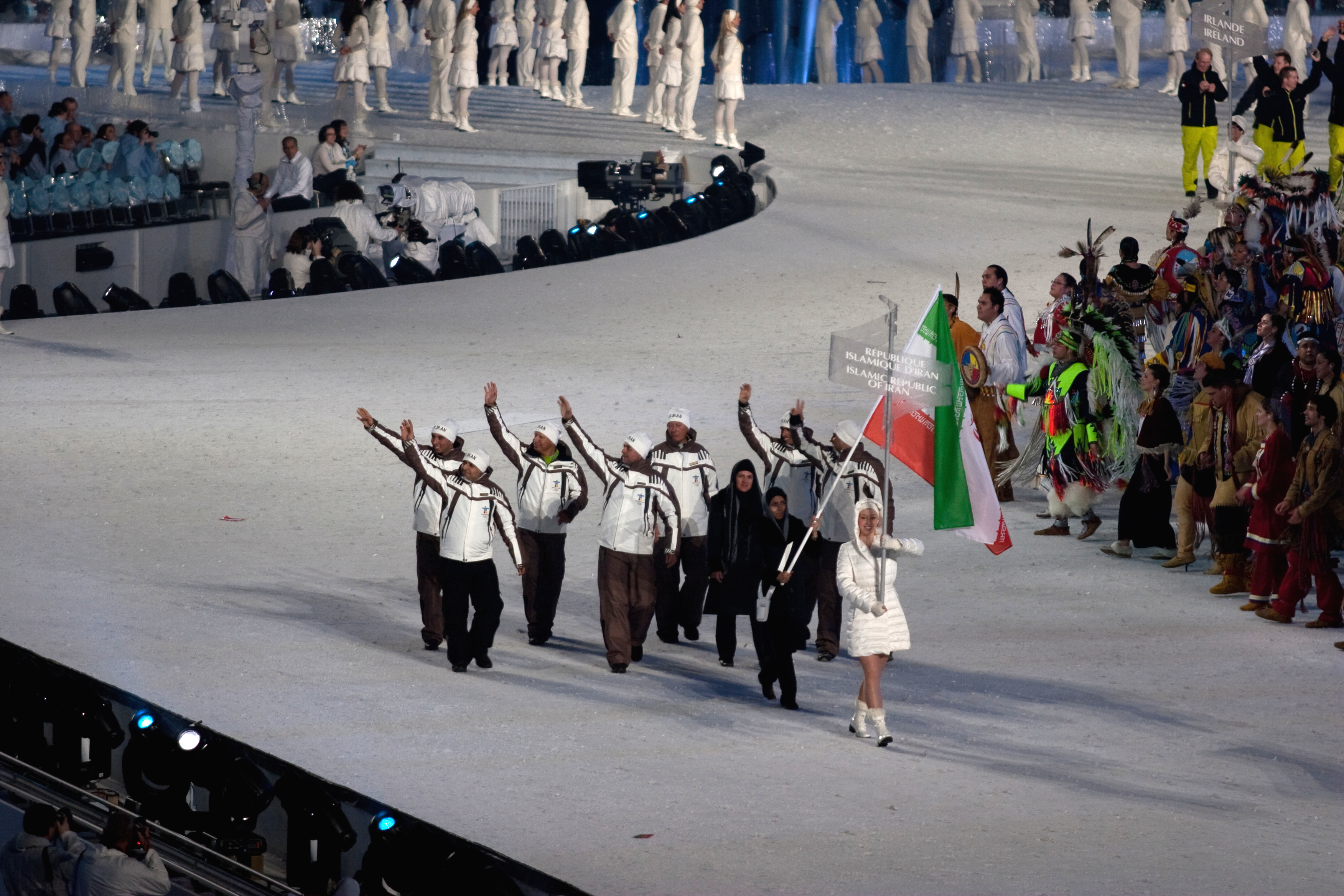
Entrée de la délégation iranienne lors de la cérémonie d'ouverture.

Comme cela est de coutume, la Grèce, berceau des Jeux olympiques, ouvre le défilé des nations, tandis que le Canada, en tant que pays organisateur, ferme la marche. Les autres pays défilent par ordre alphabétique. L'Iran est la 38e des 82 délégations à entrer dans le BC Place Stadium de Vancouver au cours du défilé des nations durant la cérémonie d'ouverture, après l'Inde et avant l'Irlande. Cette cérémonie est dédiée au lugeur géorgien Nodar Kumaritashvili, mort la veille après une sortie de piste durant un entraînement. Le porte-drapeau du pays est la skieuse alpine Marjan Kalhor.
Lors de la cérémonie de clôture qui se déroule également au BC Place Stadium, les porte-drapeaux des différentes délégations entrent ensemble dans le stade olympique et forment un cercle autour du chaudron abritant la flamme olympique. Le drapeau iranien est alors porté par un autre skieur alpin, Hossein Saveh-Shemshaki.

## Épreuves

### Ski alpin
Trois-cent-vingt places sont attribuables en ski alpin pour les Jeux olympiques de Vancouver, dans la limite de vingt-deux skieurs par nation. Chaque délégation ne peut engager plus de quatre skieurs par épreuve. La période d'obtention des quotas s'étale entre juillet 2008 et le 25 janvier 2010. Pour se qualifier, les skieurs classés parmi les 500 premiers de chaque épreuve au classement établi par la Fédération internationale de ski (FIS) sont admissibles, en sachant que pour les épreuves de descente, de super-combiné et de super-G, les skieurs doivent détenir un maximum de 120 points FIS dans l'épreuve concernée. Si une nation ne possède aucun skieur réalisant ces critères, il lui est néanmoins possible d'engager un skieur dans les épreuves de slalom et de slalom géant, à condition que celui-ci ait participé aux 2009 et qu'il ne dépasse pas les 140 points FIS dans l'épreuve concernée.
| Skieur                       | Épreuve               | Manche 1      | Manche 2      | Temps final   | Retard  | Rang    |
| ---------------------------- | --------------------- | ------------- | ------------- | ------------- | ------- | ------- |
| Hossein Saveh Shemshaki (en) | Slalom géant (hommes) | 1 min 31 s 31 | 1 min 31 s 26 | 2 min 57 s 70 | 19 s 87 | 70e     |
| Hossein Saveh Shemshaki (en) | Slalom (hommes)       | 57 s 59       | 58 s 80       | 1 min 56 s 39 | 17 s 07 | 41e     |
| Pouria Saveh Shemshaki       | Slalom géant (hommes) | 1 min 26 s 44 | 1 min 34 s 56 | 3 min 5 s 87  | 28 s 04 | 60e     |
| Pouria Saveh Shemshaki       | Slalom (hommes)       | Abandon       | Abandon       | Abandon       | Abandon | Abandon |
| Marjan Kalhor                | Slalom géant (dames)  | 1 min 36 s 87 | 1 min 28 s 52 | 3 min 5 s 39  | 38 s 28 | 60e     |
| Marjan Kalhor                | Slalom (dames)        | 1 min 8 s 65  | 1 min 9 s 95  | 2 min 18 s 60 | 35 s 71 | 55e     |

### Ski de fond
Trois cent dix places sont attribuables en ski de fond lors des Jeux olympiques de Vancouver dans la limite de vingt fondeurs par nation. La période d'obtention des quotas s'étale entre juillet 2008 et le 25 janvier 2010. Pour pouvoir être sélectionnés, les fondeurs doivent obtenir un maximum de 100 points de la Fédération internationale de ski (FIS) pour les épreuves de « distance », dans la limite de quatre sportifs par pays. Pour les épreuves de sprint, les fondeurs doivent obtenir un maximum de 120 points FIS dans l'épreuve concernée. Si une nation ne réalise pas ce critère, il lui est possible d'obtenir une place de qualification pour chaque sexe dans les épreuves de sprint ou pour le 10 km féminin et le 15 km masculin si le fondeur a participé aux Championnats du monde de ski nordique 2009 et en ne dépassant pas les 300 points FIS dans l'épreuve concernée.
Grâce à sa participation à la 48e édition des Championnats du monde de ski nordique et ayant obtenu 171,35 points FIS dans l'épreuve, Sattar Seyd se qualifie pour les Jeux olympiques d'hiver de 2010 en 15 km libre.
Le 15 km libre est la première épreuve masculine de ski de fond lors de ces Jeux.[réf. nécessaire] Il est disputé le 15 février, de 12 h 30 à 14 h 7. Sattar Seyd, avec le dossard no 81, est l'un des 95 concurrents engagés dans le 15 kilomètres. Bien que classé 87e après 12,4 km avec un temps de 20 min 44 s 0, il est ensuite devancé par le mongol Khürelbaatar Khash-Erdene et le britannique Tucker Murphy, finissant ainsi 89e avec un temps de 42 min 41 s 01, soit 9 min 4 s 8 de retard sur le champion olympique suisse Dario Cologna à l'arrivée.
| Fondeur     | Épreuve     | Temps          | Rang |
| ----------- | ----------- | -------------- | ---- |
| Sattar Seyd | 15 km libre | 42 min 41 s 01 | 89e  |

## Bilan
Comme prévu, les athlètes iraniens ne se dépassent pas et ne remportent aucune médaille lors de ces jeux.

## Diffusion des Jeux en Iran
Les Iraniens peuvent suivre les épreuves olympiques en regardant en clair les chaînes du groupe Islamic Republic of Iran Broadcasting (IRIB) ou sur Al Jazeera Sport, qui assurent également la couverture médiatique sur le câble et le satellite.